# Autismespectrumquotiënt
Het autismespectrumquotiënt (AQ) is een test om na te gaan of iemand tot het autismespectrum zou kunnen behoren, voordat er overgegaan wordt tot het stellen van een officiële diagnose. Er wordt onder meer gepeild of er voldoende sociale interactie en interesse is, de graad van repetitiviteit, oog voor details, graad van empathisch vermogen en verbeeldingskracht.
De test bestaat uit vijftig vragen met telkens vier keuzemogelijkheden: van "geheel mee eens" via "enigszins mee eens" en "enigszins mee oneens" tot "geheel mee oneens". Er zijn aangepaste versies voor kinderen en jonge volwassenen. Tachtig procent van personen met het aspergersyndroom heeft een score van 32 tot 50, terwijl in een controlegroep slechts twee procent van de mensen die score haalde.
De test werd in 2001 gepubliceerd door autismespecialist Simon Baron-Cohen en collega's van het Autism Research Centre aan de Universiteit van Cambridge, en kreeg bekendheid toen het tijdschrift Wired een artikel wijdde aan de test en deze op zijn website zette.